# Jean-Louis Sarthou
Pour les articles homonymes, voir Sarthou.
Jean-Louis Sarthou (né Jean-Louis Bertran à Paris le 11 mars 1947 et mort dans la même ville le 2 avril 2017,) est un dramaturge et metteur en scène français, auteur et traducteur de romans et adaptateur de dialogues de films. Après des expériences artistiques fondatrices avec le mouvement lettriste, il a créé puis animé une compagnie théâtrale pendant vingt ans avec sa compagne Dany Tayarda. Il s'est ensuite ouvert à la littérature et à l'audiovisuel.

## Biographie
Sa mère, Raymonde Reynard, est comédienne et son père, Jacques Sarthou, est comédien, metteur en scène et directeur du Théâtre de l’Île-de-France. Bien qu’il suive avec plaisir la vie de saltimbanques de ses parents, durant ses années de lycée il se passionne pour la conquête de l’espace. Il fonde l’Association des amateurs d'astronautique, dont les expériences scientifiques reçoivent le parrainage du CNES.
Après son bac philo, il rencontre Dany Tayarda, élève comédienne de ses parents, et met en scène son premier spectacle, où elle interprète des pièces en un acte qu’il vient d’écrire. Leur compagnie crée en 1967 le « Festival Off » à Avignon. Jean-Louis Sarthou suit le cours de cinéma d’Henri Agel, puis entre à l’IDHEC (Institut des hautes études cinématographiques). Il quitte l’école en mai 1968, après avoir multiplié ses activités au sein du groupe lettriste et monté plusieurs spectacles à Paris et à Bruxelles.
Il fonde avec Dany Tayarda et Édouard Berreur le Centre artistique de recherche et de réalisation novatrices (CARRN). Ils s’installent au Studio d'Ivry, friche industrielle qu’ils aménagent en théâtre. Ils l'ouvrent en 1973 avec leurs propres créations, théâtrales, audiovisuelles et plastiques, et y accueillent le Théâtre des Quartiers d’Ivry d’Antoine Vitez.
En 1974, Dany Tayarda donne naissance à leur fille, Vanessa Bertran. Comme ce fut le cas pour Jean-Louis Sarthou, celle-ci est immergée dans les activités artistiques de ses parents.  
Pendant une vingtaine d’années Jean-Louis Sarthou enchaîne l’écriture de pièces de théâtre, leur mise en scène et leur exploitation à Paris et en tournée, jusqu’au Proche-Orient et en Afrique. Dans des versions réduites, plusieurs d’entre elles sont jouées dans des collèges et lycées. Son adaptation de Martin Eden, de Jack London, rencontre une large audience.
De 1982 à 1985, la Compagnie Dany Tayarda - Jean Louis Sarthou s’implante dans la commune d’Orly, dans le Val-de-Marne.
Jean-Louis Sarthou se tourne en 1986 vers l’écriture de textes destinés au doublage de films étrangers. En une vingtaine d’années, il adapte plus de cent longs-métrages et de nombreuses séries. Dany Tayarda suit, en tant que comédienne, la même orientation. Leur fille Vanessa écrit à son tour des versions françaises de films, et collabore avec son père sur certaines séries.
Il publie son premier roman en 1993 (Méfiez-vous des îles, éditions Phébus). Il traduit ensuite des œuvres étrangères et écrit des nouvelles et trois autres romans.
Parallèlement à ses travaux d’auteur, il a souvent assumé des responsabilités au sein des organismes professionnels concernés par ses écrits.
Il a trois petits-enfants : Mathilde, Roman et Livia.

## Lettrisme

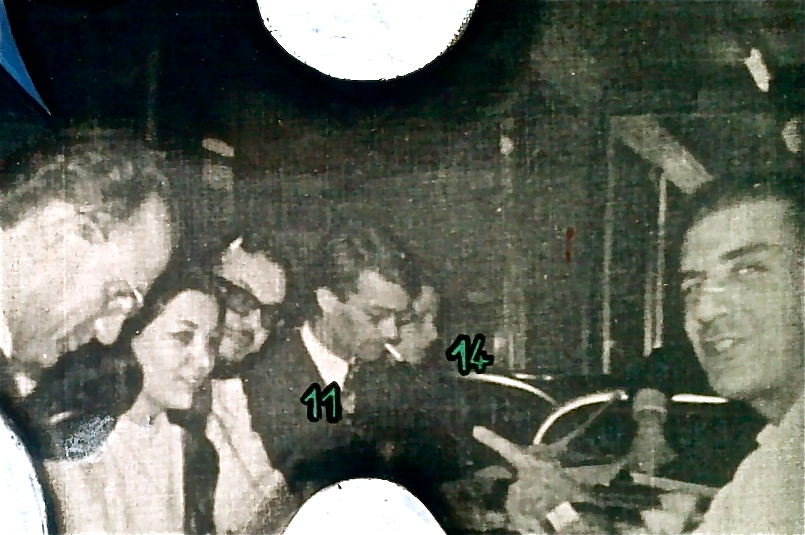
Réunion du groupe lettriste en 1971 (Café Le Lutèce, Paris). De g. à dr. : Isidore Isou, Dany Tayarda, Jean-Louis Sarthou, Édouard Berreur, Jacqueline Tarkieltaub et Maurice Lemaitre.

Jean-Louis Sarthou a entretenu des relations soutenues avec Isidore Isou, le fondateur du lettrisme, ainsi qu’avec Maurice Lemaître et l’ensemble du groupe. Il tient ce mouvement pour le dernier grand courant de pensée ayant cherché une transformation globale de la société, grâce à son ambition novatrice universelle.
« Le lettrisme permet une belle coexistence du dynamisme et de la rigueur, multiplicatrice de richesses spirituelles. Il valorise la notion de novation, promue au rang de critère premier, et explore avec une rigueur quasi cartographique les horizons de la connaissance. Il a constitué l’attitude la plus positive face au bouillonnement tous azimuts des années 1960, et demeure précieux face à l’indifférence blasée, assoupie dans les serres chaudes de la pensée unique et globale ».
Bien que son domaine de prédilection ait été le théâtre, il a, durant ses expériences lettristes, présenté au public des œuvres très variées.
Arts plastiques : Peintures et sculptures au Musée national d'art moderne de Paris en 1968, au Salon Comparaisons 1969 (Grand Palais de Paris), au Salon de Mai 1970, dans les galeries Fishbacher et René Kieffer en 1970. Participation à Lettrisme et hypergraphie (Éditions Georges Fall). Livres-objets édités par le CREAN et le CARRN en 1971.

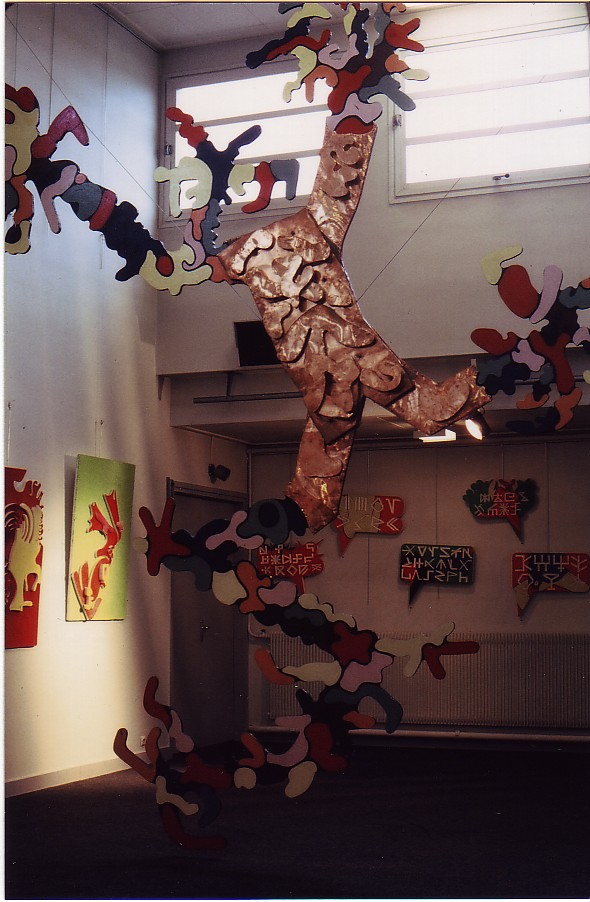
Hommage aux paysans novateurs, sculpture d'Édouard Berreur, Jean-Louis Sarthou et Dany Tayarda exposée à la MJC de Vincennes en 1972 (Atelier du CARRN).

Cinéma : Coréalisation de Film supertemporel, avec Maurice Lemaître (Cinémathèque française de Chaillot en 1969) et de Dadelos Bretaras, avec Dany Tayarda et Édouard Berreur (Théâtre-Poème de Bruxelles en 1968).
Poésie graphique : Publications dans la revue Lettrisme en 1970.
Poésie phonétique et musicale : Partitions éditées dans la Revue musicale. Interprète de La lettre et le signe (disque Saravah en 1971) et du Mariaje du Don et de la Volga, de Maurice Lemaître (France Culture mars 2007). Interprète de la Symphonie no 4 - Juvénal) d’Isidore Isou, sous la direction de Frédéric Acquaviva (CD Al Dante 2004).
Sa codirection du CARRN poursuit ces perspectives de laboratoire, tout en se préoccupant de favoriser le contact entre les œuvres et le public. En 1972 et 1973, cet organisme présente des expositions dans une dizaine de centres culturels du Val-de-Marne, des rencontres-débats, un festival de montages audio-visuels, et produit plusieurs spectacles de théâtre.

## Théâtre
En mai 1966, le Soleil Interdit, compagnie que Jean-Louis Sarthou anime avec Dany Tayarda, joue à la MJC de Paris-Charonne un spectacle composé de six de ses pièces en un acte.
En juillet-août 1967, le Soleil Interdit produit deux autres de ses pièces courtes, Feu la Blanche et Prise de vues au Bar du Centre, premier café-théâtre d’Avignon préfigurant le «Festival Off d'Avignon». Feu la Blanche est diffusée par France-Culture, puis reprise dans une mise en scène de Guy Cambreleng.
À l’automne 1967, il adapte Cymbeline, de Shakespeare, mis en scène par son père, Jacques Sarthou, au Théâtre Firmin Gémier d’Antony.
En avril 1968, il met en scène au café-théâtre Le Colbert (Paris) du Boulevard du surréalisme, pièce lettriste de Maurice Lemaître, précédée du Cœur à gaz, de Tristan Tzara.
Il présente en mai au Théâtre-Poème de Bruxelles un spectacle sur la poésie d’avant-garde au XXe siècle, puis y réalise à l'automne Le Peuple du blues, montage de poèmes afro-américains.
En 1969, il met en scène pour la Biennale de Paris, au Centre culturel américain, L’Ascension du phénix M.B., de Maurice Lemaître. « C’est la première expérience de théâtre total, où le nœud anecdotique traditionnel est rompu, où tous les éléments retrouvent leur liberté, simultanément. Ce spectacle ouvre des horizons nouveaux, des définitions nouvelles de l’art théâtral, et peut marquer une date importante dans l’évolution de notre théâtre contemporain ».

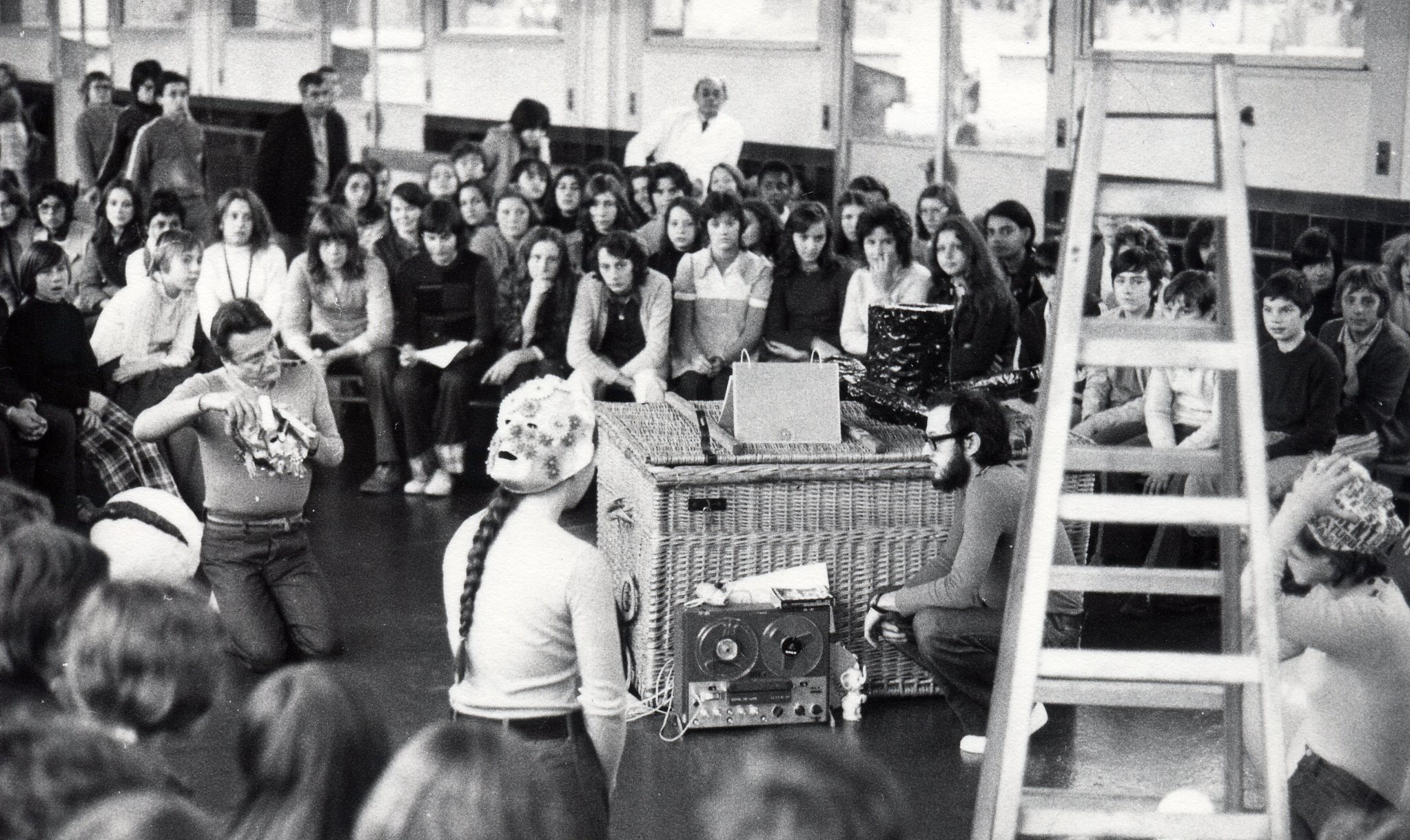
Une représentation de Beau comme la rencontre fortuite dans un collège. De g; à dr.: Michel Brothier, Dany Tayarda, Jean-Louis Sarthou et Rosine Proust

En 1970, il conçoit et réalise Victor Hugo, la volonté d’enseigner et la volonté de plaire. Sa mère, Raymonde Reynard, fait partie des interprètes. De même, l'année suivante, dans un autre spectacle-montage, joué également au Théâtre Firmin-Gémier d'Antony, qu'il consacre cette fois à la poésie expérimentale du début du siècle au lettrisme.  
Produit par le CARRN en 1972, son montage Beau comme la rencontre fortuite présente à nouveau les avant-gardes littéraires du siècle dans des collèges et des lycées de la région parisienne.
Le Studio d’Ivry est inauguré en 1973 avec Le Système du Père Noé, ou Quand l’arche prend l’eau. Cette pièce d’inspiration lettriste est conjointement écrite par les trois animateurs du CARRN. Puis Jean-Louis Sarthou y monte Les Éclats du miroir, pièce inspirée de plusieurs textes de Lewis Carroll.

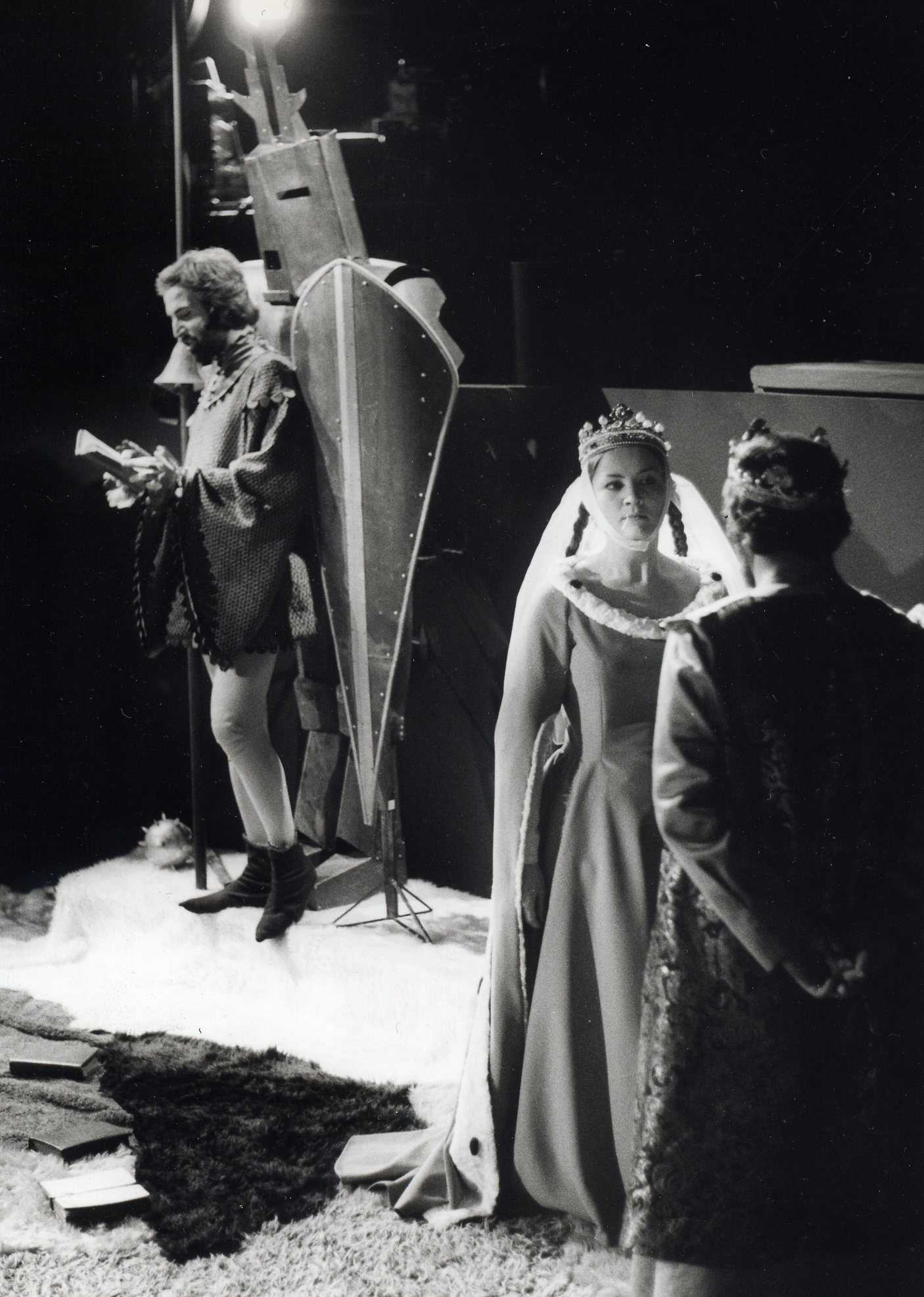
Grandeur et échec du royaume d'Artus. De g. à dr. Frédéric Girard, Dany Tayarda et Raymond Bisbal.

En 1974, la Compagnie Dany Tayarda - Jean-Louis Sarthou produit sa Fable de Libre-Gueule, adaptation des Voyages de Gulliver, en collaboration avec la Maison de la culture de Chambéry. «Grave, souriant, riche de clins d’œil et d’ambigüités, le récit témoigne d’une verdeur et d’un pittoresque que la mise en scène de Jean-Louis Sarthou a l’intelligence de souligner en ne changeant rien à la naïveté apparente du propos, un des secrets de son humour ».
En 1975, il écrit et monte Lancelot, un itinéraire et Grandeur et échec du royaume d’Artus, deux versions théâtrales des récits de la Table Ronde. La première est jouée en itinérance, la seconde au Studio d’Ivry.
De 1976 à 1978, son adaptation du roman de Jack London Martin Eden donne lieu à plus de 300 représentations, au Studio d’Ivry puis dans de nombreuses structures culturelles. «Un spectacle en tous points admirable. Chaque détail de la mise en scène est une merveille d’invention.» «Un des spectacles les plus originaux et les plus jolis qu’on puisse voir actuellement. Une fraîcheur et une richesse d’invention qui nous émerveillent sans cesse.» La pièce sera reprise par le théâtre de l’Épi d’or, dans une mise en scène de Patrice Fay, à Paris et pendant le Festival d’Avignon, de 1992 à 1996.
De 1978 à 1980, Jean-Louis Sarthou présente son adaptation des Mystères de Marseille, d’Émile Zola, à la Maison des Amandiers (Paris), puis jusqu’au Liban. « Une critique très enlevée de la société où les comédiens sont tout à fait remarquables… Par un jeu avec des mannequins, la scénographie du multiple démonte la fresque sociale. Elle distord le réel, le décortique et le démystifie, clarifiant au mieux l'ascension de la bourgeoisie ».
En 1980 et 1981, il monte un diptyque d’après Gustave Flaubert : Boubou et Pécuche en Basse-Normandie (Paris - théâtre Marie-Stuart) et Morte à Yonville (Paris - Fondation Deutsch de la Meurthe). Ces spectacles sont reçus par plusieurs structures de l’action culturelle (Maison de la culture de Créteil, Centre dramatique national de Rennes, Centre d’action culturelle de Mâcon…).

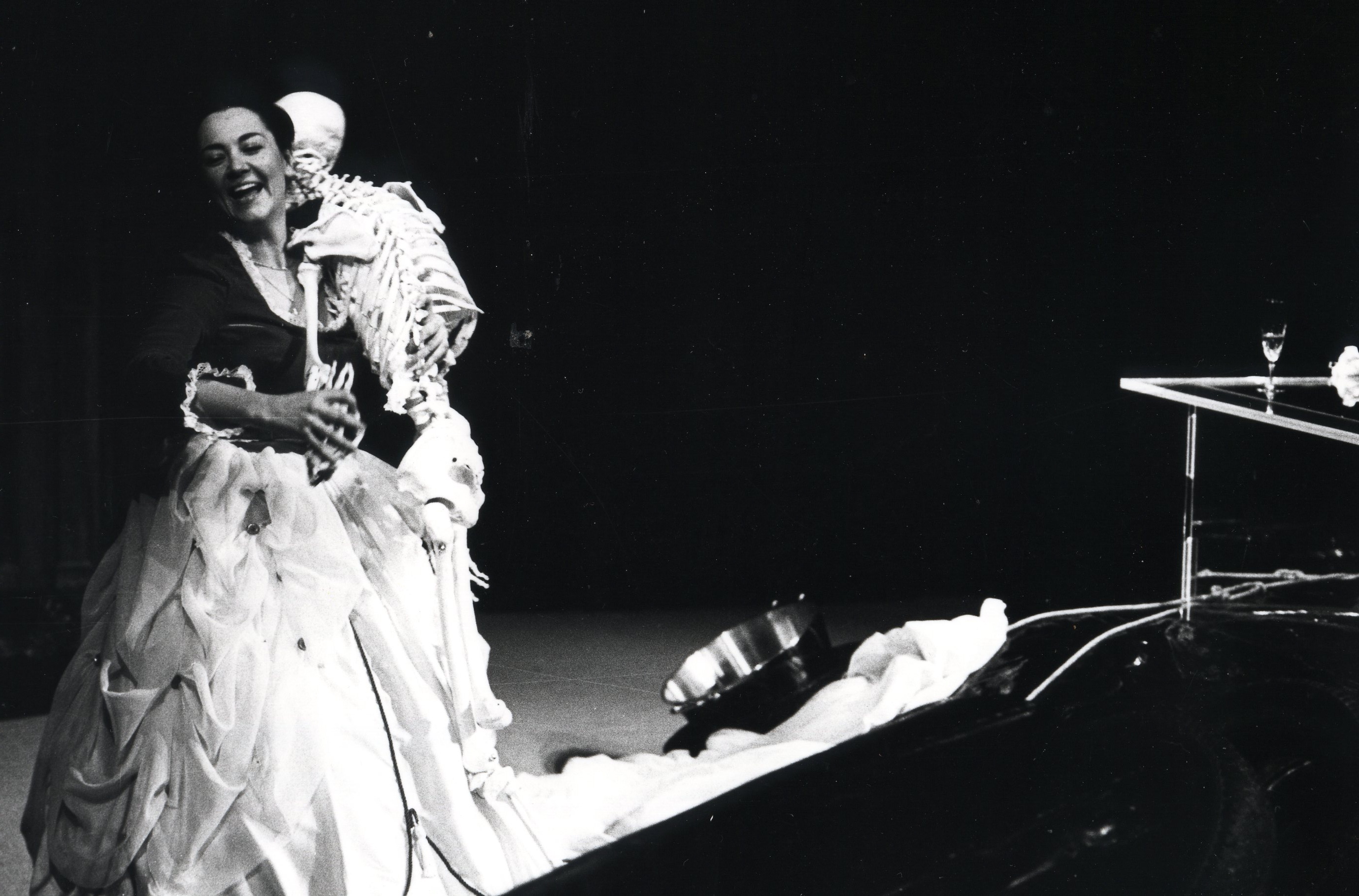
Dany Tayarda interprétant Morte à Yonville.

Accueillie par la commune du célèbre aéroport, la Compagnie Dany Tayarda - Jean-Louis Sarthou fonde le Théâtre à Orly. Elle y crée en 1983 Le Voyage à Paimpol, adapté par Jean-Louis Sarthou du roman de Dorothée Letessier, qui tourne dans l’ouest de la France.
En 1984, Jean-Louis Sarthou monte à Orly Le Prix Martin, d’Eugène Labiche.
Un esprit de troupe régna au travers des différentes raisons sociales qui produisirent ces différents spectacles. Nombre de comédiens interprétèrent plusieurs d’entre eux : outre Dany Tayarda qui participa à l’ensemble, se retrouvèrent particulièrement Raymond Bisbal, Michel Brothier, Daniel Dubois, Frédéric Girard, Olivier Proust et Vincent Violette. Les premières scénographies furent d’Édouard Berreur, et les deux dernières d’Yves Charnay.

## Doublage
Depuis 1985, Jean-Louis Sarthou a écrit les dialogues français d’une centaine de films étrangers et de plusieurs centaines d’épisodes de séries, enregistrés par les soins d’une vingtaine de sociétés de doublage. Films majoritairement anglophones, mais aussi danois, allemands, brésiliens, italiens… En plus de leur sortie en salles, ils ont été diffusés par l’ensemble des grandes chaînes de télévision et souvent édités en DVD. Il a écrit également les versions françaises d’une cinquantaine de documentaires.

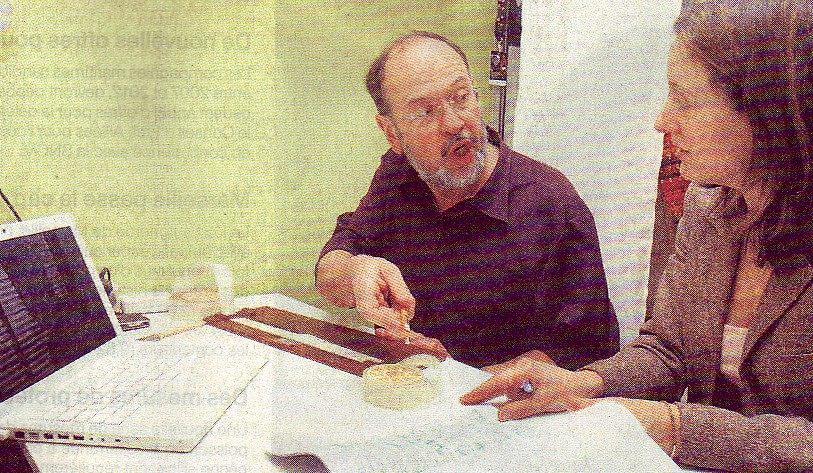
Jean-Louis Sarthou et Vanessa Bertran collaborant à l'écriture de la version française d'un film (2007).

Principaux films : Gentleman Jim (Raoul Walsh) avec Errol Flynn, Safari (Roger Vadim), Kaspar Hauser, enfant de l'Europe (Peter Sehr), Night Watch et Taffin avec Pierce Brosnan, Les Frères Rico avec Ben Gazzara, Le Dixième Homme avec Anthony Hopkins et Kristin Scott Thomas, Le Vautour noir avec Andy Garcia, Parole d’escroc avec Robert Mitchum, Sherlock Holmes avec Christopher Lee, Les Jeux sont faits et Le Sourire des papillons (Dominik Graf), Einstein (Liliana Cavani
Principales séries : Trois séries de Chris Carter (dont la moitié des épisodes de X-Files, l’intégralité des Lone Gunmen) et la moitié de Harsh Realm, l’intégralité de L'Hôpital et ses fantômes de Lars von Trier, et l’intégralité de trois séries brésiliennes, dont Diadorim, d’après João Guimarães Rosa. Bon nombre d’épisodes de R.I.S.- Les Spécialistes, L'Homme qui tombe à pic, 200 dollars plus les frais (avec James Garner), Kung Fu (avec David Carradine), La Grande Aventure de James Onedin, The Shield…

## Littérature
Jean-Louis Sarthou a écrit quatre romans, dont :
- Méfiez-vous des îles (Éditions Phébus 1992). Diffractée en mille et un personnages dans l’espace et le temps, la jeune Stella est malmenée par les vents qui soufflent sur la Méditerranée. Au fur et à mesure de sa quête de l’improbable lumière de l’âge adulte, elle découvre une réalité qui s’ingénie à égarer les gens raisonnables. « Jean-Louis Sarthou est un romancier prestidigitateur. Par le biais d’une écriture étonnante, très maîtrisée, jubilatoire, il tord le cou à la raison et aux mots. Méfiez-vous des îles est à la fois une enquête policière et une quête de soi, pleine de merveilles et de symboles, un roman atypique et plein d’humour, qui fait rêver »[11]. « Comme Lewis Carroll s’amusait à perdre Alice dans le non-sens de ses jeux de cartes vivantes, Jean-Louis Sarthou joue son personnage sur un échiquier entropique. On y trouve des sirènes voyageant sur des trajectoires constituées d’un seul point, un chat doué du don d’ubiquité, ou des êtres qui se dédoublent comme autant de situations potentielles »[12].La paysanne qui partageait la vie de l'archiduc Louis-Salvator présentant Majorque à l'impératrice Sissi (dessin de Gaston Vuillier).

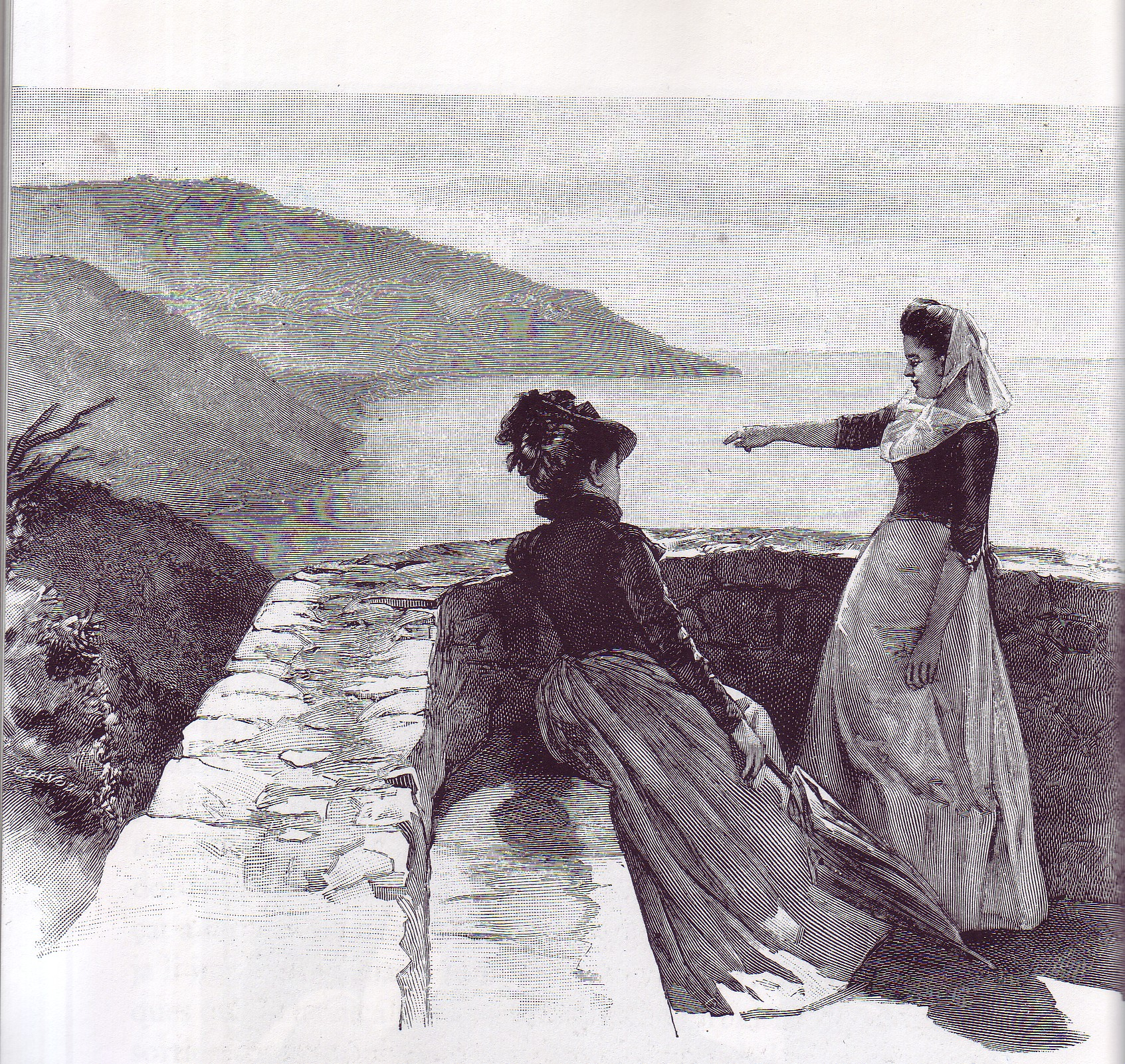
La paysanne qui partageait la vie de l'archiduc Louis-Salvator présentant Majorque à l'impératrice Sissi (dessin de Gaston Vuillier).

- L’Archiduc sans frontière (Éditions du Vieux Caroubier, 2013). De 1847 à 1915, un héritier atypique de la couronne impériale d’Autriche-Hongrie sillonne la Méditerranée à la recherche d’une terre propice à l’épanouissement de ses idéaux humanistes, en défiant la prétendue malédiction de sa dynastie et l’engrenage belliciste dans lequel s’engage l’Europe. Il trouvera cette terre et en tombera amoureux : Majorque. Citoyen du monde, l’archiduc Louis-Salvador de Habsbourg-Lorraine, encouragé par l'affection de sa cousine l'impératrice Sissi, s’affranchit de toutes les frontières qui assurent le conservatisme du trône de Vienne. Les frontières géographiques, en multipliant les voyages d’étude valorisant les contrées et les peuples, les frontières politiques, en soutenant des organismes pacifistes, les frontières sociales, en devenant un pionnier de « l’économie équitable », les frontières historiques, en exhumant l’œuvre du philosophe médiéval majorquin Ramon Llull tout en fréquentant les expositions universelles avec son ami Jules Verne, les frontières morales, en vouant une affection passionnée à des êtres des deux sexes d’horizons variés.

Jean-Louis Sarthou a également traduit des romans anglophones pour les éditions Belfond, dont Sucre brun, de Nancy Cato, et Les Pièges de la passion, de Rosalind Miles.

## Responsabilités socioprofessionnelles
Membre de quatre sociétés d’auteurs, Jean-Louis Sarthou a notamment été délégué des adhérents de la SACD de 1970 à 1976 et commissaire à l’audiovisuel de la SACEM de 1993 à 2012. Il a fondé le Groupement des Écrivains de Théâtre en 1969 et été vice-président du Syndicat national des auteurs et compositeurs de 1997 à 2011.
Il a été chargé de cours à l’université de Paris XIII de 1977 à 1980 (théâtre), puis à l’université de Nice depuis 2003. Il y a créé le séminaire Écrire pour le doublage, et assure depuis 2011 la direction artistique des Journées européennes du doublage.
Il est intervenu dans de nombreux colloques littéraires européens ((Arles, Finale Ligure, Rieti, Durham, Berlin).